# Бучалки (посёлок)
Бучалки — поселок в Кимовском районе Тульской области в составе Епифанского сельского поселения.

## География
Поселок находится в восточной части Тульской области на расстоянии приблизительно 24 км на юг-юго-восток по прямой от города Кимовск, административного центра района.

## История
В 1939 году поселок еще не был отмечен на карте местной территории. Он был отмечен уже только на карте 1997 года. Название обусловлено рядом расположенным селом.

## Население
Постоянное население составляло 56 человек (русские 87 %) в 2002 году, 26 в 2010.